# Liste des plus hauts bâtiments de Bruxelles

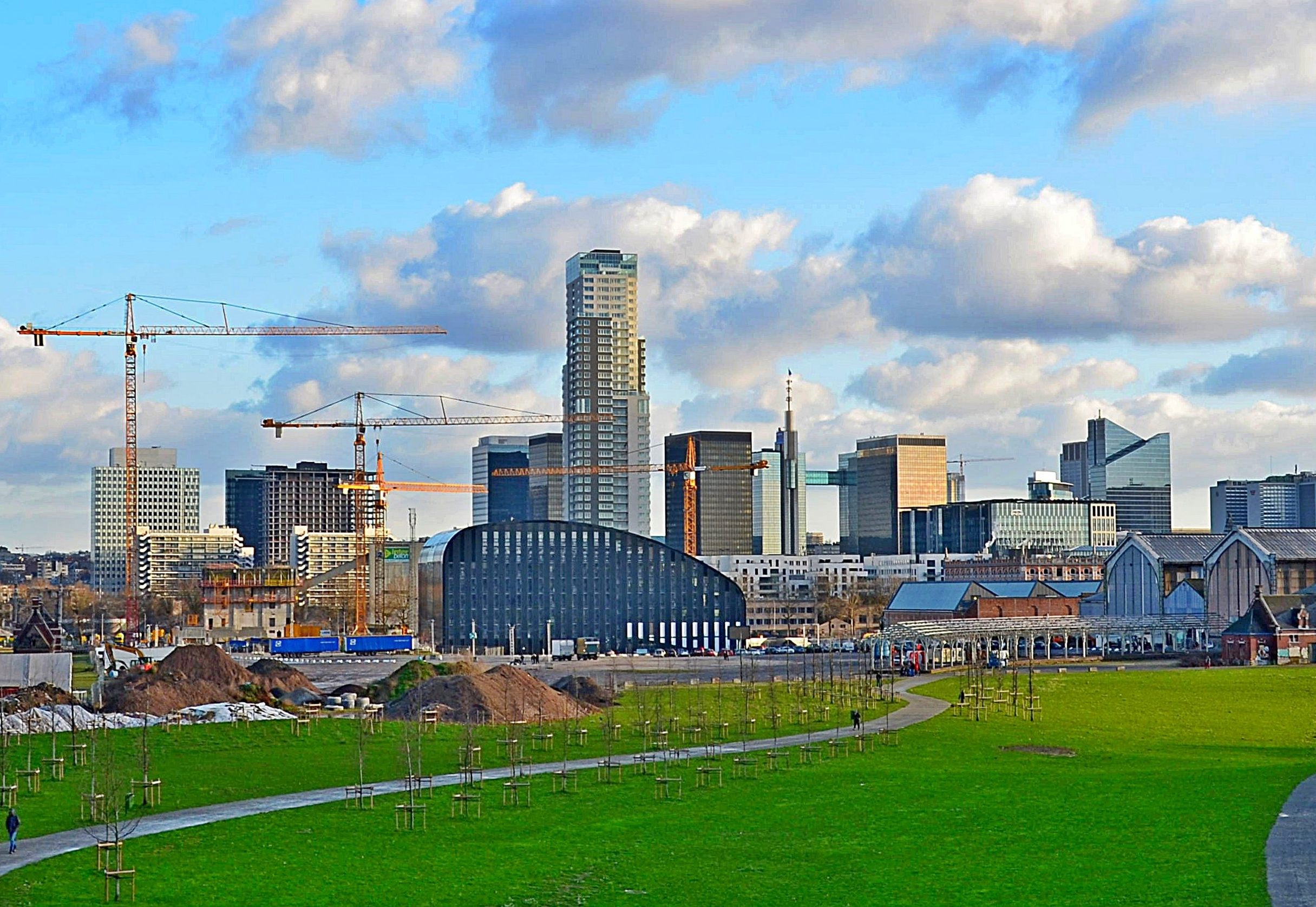
Vue panoramique du quartier Nord de Bruxelles, en 2016.

Cet article dresse une liste des plus hauts bâtiments de la région de Bruxelles-Capitale, en Belgique. Dans le tableau ci-dessous se présente une liste non-exhaustive des plus hauts monuments, immeubles de grande hauteur et gratte-ciel de Bruxelles classés en fonction de la hauteur atteinte au niveau du toit, sans compter la flèche et se limitant aux structures de plus de 50 mètres.

## Listes de bâtiments

### Actuels
| Rang | Nom                                                 | Hauteur sans antenne (mètres) | Hauteur totale (avec flèche) | Nombre d'étages | Superficie | Année d'inauguration | Année de dernière rénovation | Usage                              | Commune               | Image |
| ---- | --------------------------------------------------- | ----------------------------- | ---------------------------- | --------------- | ---------- | -------------------- | ---------------------------- | ---------------------------------- | --------------------- | ----- |
| 1    | Tour du Midi                                        | 150 m                         | 168 m                        | 38              | 110 000 m2 | 1961                 | 1996                         | Bureaux                            | Saint-Gilles          |       |
| 2    | Tour des Finances                                   | 145 m                         | 174 m                        | 36              | 220 000 m2 | 1983                 | 2020                         | Bureaux                            | Bruxelles-ville       |       |
| 3    | Tour UP-site                                        | 142 m                         | 142 m                        | 42              |            | 2014                 | -                            | Résidentiel                        | Bruxelles-ville       |       |
| 4    | Tour Rogier                                         | 135,9 m                       | 145 m                        | 38              | 97 741 m2  | 2006                 | -                            | Bureaux                            | Bruxelles-ville       |       |
| 5    | Tour Iris                                           | 128 m                         | 137 m                        | 34              |            | 2020                 |                              | Bureaux                            | Saint-Josse-ten-Noode |       |
| 6    | Tour Madou                                          | 120,15 m                      | 135 m                        | 33              | 40 000 m2  | 1965                 | 2005                         | Bureaux                            | Saint-Josse-ten-Noode |       |
| 7    | Palais de justice de Bruxelles                      | 116 m                         |                              |                 | 26 000 m2  | 1883                 |                              | Administration                     | Bruxelles-ville       |       |
| 8    | Tour Astro                                          | 107 m                         | 107 m                        | 33              | 34 820 m2  | 1972                 | 2016                         | Bureaux                            | Saint-Josse-ten-Noode |       |
| 9    | North Galaxy Towers                                 | 107 m                         | 107 m                        | 30              | 156 000 m2 | 2004                 | -                            | Bureaux                            | Schaerbeek            |       |
| 10   | World Trade Center 3                                | 105 m                         | 105 m                        | 28              |            | 1983                 | 2000                         | Bureaux                            | Bruxelles-ville       |       |
| 11   | The One                                             | 103 m                         | 103 m                        | 22              | 47 218 m2  | 2018                 |                              | Mixte                              | Bruxelles-ville       |       |
| 12   | Atomium                                             | 102 m                         | 102 m                        |                 |            | 1958                 | 2006                         | Monument                           | Bruxelles-ville       |       |
| 13   | Tours Proximus                                      | 102 m                         | 134 m                        | 28              | 101 200 m2 | 1996                 | -                            | Bureaux                            | Schaerbeek            |       |
| 14   | Tour ITT                                            | 102 m                         | 102 m                        | 25              |            | 1971                 |                              | Bureaux                            | Bruxelles-ville       |       |
| 15   | Manhattan Center                                    | 102 m                         | 102 m                        | 30              |            | 1972                 | -                            | Hôtel                              | Saint-Josse-ten-Noode |       |
| 16   | Brusilia                                            | 100 m                         | 100 m                        | 35              |            | 1970                 | -                            | Résidentiel                        | Schaerbeek            |       |
| 17   | Covent Garden                                       | 100 m                         | 100 m                        | 26              |            | 2007                 | -                            | Bureaux                            | Saint-Josse-ten-Noode |       |
| 18   | Église Notre-Dame de Laeken                         | 99 m                          | 99 m                         |                 |            | 1872                 |                              | Édifice religieux                  | Laeken                |       |
| 19   | The Hotel                                           | 99 m                          | 99 m                         | 30              |            | 1967                 |                              | Hotel                              | Bruxelles-ville       |       |
| 20   | Tour Möbius II                                      | 98 m                          | 98 m                         | 23              | 34 257 m2  | 2021                 |                              | Bureaux                            | Bruxelles-ville       |       |
| 21   | Hôtel de ville de Bruxelles                         | 96 m                          | 96 m                         |                 |            | 1455                 |                              | Administration                     | Bruxelles-ville       |       |
| 22   | Tour Zénith                                         | 95 m                          | 95 m                         | 23              | 30 000 m2  | 2009                 |                              | Bureaux                            | Schaerbeek            |       |
| 23   | Basilique du Sacré-Cœur de Bruxelles                | 93 m                          | 93 m                         |                 |            | 1970                 |                              | Édifice religieux                  | Bruxelles-ville       |       |
| 24   | Tour Bastion                                        | 90 m                          | 112 m                        | 26              |            | 1970                 | 1998                         | Bureaux                            | Ixelles               |       |
| 25   | Blue Tower                                          | 88 m                          | 88 m                         | 25              | 24 855 m2  | 1976                 | 1997                         | Bureaux                            | Bruxelles-ville       |       |
| 26   | Tour du Sablon                                      | 86 m                          | 86 m                         | 27              |            | 1968                 |                              | Bureaux                            | Bruxelles-ville       |       |
| 27   | Résidence Marius Renard                             | 85 m                          | 85 m                         | 30              |            |                      |                              | Résidentiel                        | Anderlecht            |       |
| 28   | Tour Louise                                         | 84 m                          | 84 m                         | 23              |            | 1965                 | 2020                         | Bureaux                            | Bruxelles-ville       |       |
| 29   | Résidence Nord                                      | 82 m                          | 82 m                         | 28              |            | 1976                 |                              | Résidentiel                        | Schaerbeek            |       |
| 30   | Tour Belview                                        | 80 m                          | 80 m                         | 25              | 29 974 m2  | 2014                 |                              | Mixte                              | Bruxelles-ville       |       |
| 31   | Ellipse building                                    | 80 m                          | 80 m                         | 21              |            | 2006                 |                              | Bureaux                            | Schaerbeek            |       |
| 32   | Tour Baudouin                                       | 80 m                          | 80 m                         | 17              |            | 1997                 |                              | Bureaux                            | Saint-Josse-ten-Noode |       |
| 33   | Tour Reyers                                         | 79 m                          | 79 m                         | 23              |            | 1982                 |                              | Télécommunications                 | Schaerbeek            |       |
| 34   | Tour Brunfaut                                       | 77 m                          | 77 m                         | 22              |            | 1965                 |                              | Résidentiel                        | Molenbeek-Saint-Jean  |       |
| 35   | Tour Victoria                                       | 76 m                          | 76 m                         | 23              |            | 1978                 | 2019                         | Bureaux                            | Saint-Josse-ten-Noode |       |
| 36   | Botanic Building                                    | 75,5 m                        | 75,5 m                       | 19              |            | 1965                 |                              | Bureaux                            | Saint-Josse-ten-Noode |       |
| 37   | Tour Möbius I                                       | 73 m                          | 73 m                         | 19              | 28 000 m2  | 2021                 |                              | Bureaux                            | Bruxelles-ville       |       |
| 38   | Résidence Pacific                                   | 72 m                          | 72 m                         | 25              |            | 1967                 |                              | Résidentiel                        | Saint-Josse-ten-Noode |       |
| 39   | Tours Quatuor                                       | 72 m                          | 72 m                         | 19              | 60 000 m2  | 2019                 | 2021                         | Bureaux                            | Bruxelles-ville       |       |
| 40   | Centre Monnaie                                      | 71 m                          | 71 m                         | 15              |            | 1971                 |                              | Bureaux                            | Bruxelles-ville       |       |
| 41   | Royal Building Residence                            | 67 m                          | 67 m                         | 21              |            | 1965                 |                              | Résidentiel                        | Forest                |       |
| 42   | Cathédrale Saints-Michel-et-Gudule de Bruxelles     | 65 m                          | 65 m                         |                 |            | 1519                 |                              | Édifice religieux                  | Bruxelles-ville       |       |
| 43   | Tour EKLA                                           | 65 m                          | 65 m                         | 19              |            | 2016                 | 2019                         | Résidentiel                        | Molenbeek-Saint-Jean  |       |
| 44   | Tour P&V                                            | 65 m                          | 65 m                         | 17              |            | 1957                 | 2000                         | Bureaux                            | Bruxelles-ville       |       |
| 45   | Multi Tower (ex-Tour Philips, ex-Tour de Brouckère) | 63 m                          | 63 m                         | 18              | 45 120 m²  | 1969                 | 2022                         | Bureaux                            | Bruxelles             |       |
| 46   | Résidence de la Cambre                              | 63 m                          | 63 m                         | 18              |            | 1939                 |                              | Résidentiel                        | Ixelles               |       |
| 47   | Cité Modèle                                         | 62,91 m                       | 62,91 m                      | 18              |            | 1958                 |                              | Résidentiel                        | Laeken                |       |
| 48   | Tours Engie                                         | 62 m                          | 62 m                         |                 | 35 474 m2  | 2012                 |                              | Bureaux                            | Bruxelles-ville       |       |
| 49   | Espace Léopold                                      | 61 m                          | 61 m                         | 17              | 87 000 m2  | 1995                 |                              | Institutions de l'Union européenne | Bruxelles-ville       |       |
| 50   | Immeuble Boréal                                     | 56 m                          | 56 m                         | 16              |            | 2000                 |                              | Bureaux                            | Saint-Josse-ten-Noode |       |
| 51   | Bâtiment Berlaymont                                 | 55 m                          | 55 m                         | 14              | 241 515 m2 | 1967                 |                              | Institutions de l'Union européenne | Bruxelles-ville       |       |
| 52   | Tour Mettewie Machtens                              | 53 m                          | 53 m                         | 17              |            | 1967                 |                              | Résidentiel                        | Molenbeek-Saint-Jean  |       |
| 53   | Lex                                                 | 52,43 m                       | 52,43 m                      | 15              | 82 583 m2  | 2006                 |                              | Institutions de l'Union européenne | Etterbeek             |       |

### En construction
| Rang | Nom       | Hauteur sans antenne (mètres) | Hauteur totale (avec flèche) | Nombre d'étages | Superficie | Année prévue d'inauguration | Usage | Commune         | Image |
| ---- | --------- | ----------------------------- | ---------------------------- | --------------- | ---------- | --------------------------- | ----- | --------------- | ----- |
| 1    | Tours ZIN | ?                             | ?                            | 14              | 110 000 m2 | 2023                        | Mixte | Bruxelles-ville |       |

### Démolis
| Rang | Nom                       | Hauteur sans antenne (mètres) | Hauteur totale (avec flèche) | Nombre d'étages | Superficie | Année d'inauguration | Année de démolition | Usage   | Commune         | Image |
| ---- | ------------------------- | ----------------------------- | ---------------------------- | --------------- | ---------- | -------------------- | ------------------- | ------- | --------------- | ----- |
| 1    | World Trade Center 1 et 2 | 102 m                         | 102 m                        | 28              |            | 1972                 | 2021                | Bureaux | Bruxelles-ville |       |
| 2    | Tour TBR                  | 84 m                          | 84 m                         | 22              |            | 1975                 | 2017                | Bureaux | Bruxelles-ville |       |